# Championnat d'Angleterre de football de deuxième division 1992-1993
Navigation
Édition précédente Édition suivante
La saison 1992-1993 de Football League First Division est la 90e édition de la deuxième division anglaise et la première sous l'appellation Football League First Division.
Les vingt-quatre clubs participants au championnat sont confrontés à deux reprises aux vingt-trois autres pour un total de 552 matchs. La saison régulière démarre août 1992 et se termine en mai 1993, les barrages de promotion se jouant par la suite. À la fin de la saison, les deux premiers sont promus en Premier League et les quatre suivants s'affrontent en barrages. Les trois derniers sont quant à eux relégués en Football League Second Division.
Newcastle United remporte le championnat et est promu directement en Premier League en compagnie du vice-champion, West Ham United. Swindon Town s'impose lors des barrages de promotion et est le troisième promu.

## Compétition

### Classement
Le classement est établi sur le barème de points classique (victoire à 3 points, match nul à 1, défaite à 0).
À partir de cette saison, pour départager les égalités, on tient d'abord compte du nombre de buts marqués, puis du nombre de buts encaissés.
| Rang | Équipe                  | Pts | J  | G  | N  | P  | Bp | Bc | Diff |
| ---- | ----------------------- | --- | -- | -- | -- | -- | -- | -- | ---- |
| 1    | Newcastle United        | 96  | 46 | 29 | 9  | 8  | 92 | 38 | +54  |
| 2    | West Ham United R       | 88  | 46 | 26 | 10 | 10 | 81 | 41 | +40  |
| 3    | Portsmouth FC           | 88  | 46 | 26 | 10 | 10 | 80 | 46 | +34  |
| 4    | Tranmere Rovers         | 79  | 46 | 23 | 10 | 13 | 72 | 56 | +16  |
| 5    | Swindon Town            | 76  | 46 | 21 | 13 | 12 | 74 | 59 | +15  |
| 6    | Leicester City          | 76  | 46 | 22 | 10 | 14 | 71 | 64 | +7   |
| 7    | Millwall FC             | 70  | 46 | 18 | 16 | 12 | 65 | 53 | +12  |
| 8    | Derby County            | 66  | 46 | 19 | 9  | 18 | 68 | 57 | +11  |
| 9    | Grimsby Town            | 64  | 46 | 19 | 7  | 20 | 58 | 57 | +1   |
| 10   | Peterborough United P   | 62  | 46 | 16 | 14 | 16 | 55 | 63 | -8   |
| 11   | Wolverhampton Wanderers | 61  | 46 | 16 | 13 | 17 | 57 | 56 | +1   |
| 12   | Charlton Athletic       | 61  | 46 | 16 | 13 | 17 | 49 | 46 | +3   |
| 13   | Barnsley FC             | 60  | 46 | 17 | 9  | 20 | 56 | 60 | -4   |
| 14   | Oxford United           | 56  | 46 | 14 | 14 | 18 | 53 | 56 | -3   |
| 15   | Bristol City            | 56  | 46 | 14 | 14 | 18 | 49 | 67 | -18  |
| 16   | Watford FC              | 55  | 46 | 14 | 13 | 19 | 57 | 57 | 0    |
| 17   | Notts County R          | 52  | 46 | 12 | 16 | 18 | 55 | 70 | -15  |
| 18   | Southend United         | 52  | 46 | 13 | 13 | 20 | 54 | 64 | -10  |
| 19   | Birmingham City P       | 51  | 46 | 13 | 12 | 21 | 50 | 72 | -22  |
| 20   | Luton Town R            | 51  | 46 | 10 | 21 | 15 | 48 | 62 | -14  |
| 21   | AFC Sunderland          | 50  | 46 | 13 | 11 | 22 | 50 | 64 | -14  |
| 22   | Brentford FC P          | 49  | 46 | 13 | 10 | 23 | 52 | 71 | -19  |
| 23   | Cambridge United        | 49  | 46 | 11 | 16 | 19 | 48 | 69 | -21  |
| 24   | Bristol Rovers          | 41  | 46 | 10 | 11 | 25 | 55 | 87 | -32  |

Promotions
- 1er et 2e : promotion en Premier League
- 3e à 6e : barrages de promotion

Relégations
- 22e à 24e : relégation en Football League Second Division

Abréviations
- R : Relégués de Football League First Division
- P : Promus de Football League Third Division

### Barrages de promotion
|  | Demi-finales | Demi-finales    | Demi-finales | Demi-finales |                |                | Finale | Finale | Finale | Finale |
|  |              |                 |              |              |                |                |        |        |        |        |
|  |              |                 |              |              |                |                |        |        |        |        |
|  | 3            | Portsmouth FC   | 0            | 2            |                |                |        |        |        |        |
|  | 3            | Portsmouth FC   | 0            | 2            |                |                |        |        |        |        |
|  | 6            | Leicester City  | 1            | 2            |                |                |        |        |        |        |
|  | 6            | Leicester City  | 1            | 2            | Leicester City | Leicester City | 3      | 3      |        |        |
|  |              |                 |              |              | Leicester City | Leicester City | 3      | 3      |        |        |
|  |              |                 | Swindon Town | Swindon Town | 4              | 4              |        |        |        |        |
|  | 4            | Tranmere Rovers | Swindon Town | Swindon Town | 4              | 4              | 1      | 3      |        |        |
|  | 4            | Tranmere Rovers |              |              |                |                |        | 3      |        |        |
|  | 5            | Swindon Town    | 3            | 2            |                |                |        |        |        |        |
|  | 5            | Swindon Town    | 3            | 2            |                |                |        |        |        |        |

Swindon Town est promu en Premier League pour la première fois de son histoire.